# Casemiro da Silva
Casemiro da Silva es un deportista brasileño que compitió en judo. Ganó dos medallas en el Campeonato Panamericano de Judo de 1968, en las categorías de +93 kg y abierta.

## Palmarés internacional
| Campeonato Panamericano | Campeonato Panamericano | Campeonato Panamericano | Campeonato Panamericano |
| Año                     | Lugar                   | Medalla                 | Categoría               |
| ----------------------- | ----------------------- | ----------------------- | ----------------------- |
| 1968                    | San Juan (Puerto Rico)  | Medalla de bronce       | +93 kg                  |
| 1968                    | San Juan (Puerto Rico)  | Medalla de plata        | Abierta                 |